# SNIF
Ne doit pas être confondu avec Sniffer, NIF, STIF, DNIF ou Centre national d'information routière.
 (avril 2023).
Le SNIF (sigle de Service national d'information fonctionnelle) est un service de renseignement fictif créé par le lieutenant X dans la série de romans pour la jeunesse Langelot.

## Caractéristiques de fiction
Service secret français « le plus moderne », il est de création récente, puisqu'il commence à être connu des ennemis de la France tout au début des aventures de Langelot, comme en témoigne une conversation entre son chef, désigné par « snif » et le capitaine Montferrand.
Doté d'un statut militaire, rattaché au Ministre des Armées, le SNIF est commandé par le général Ixe (« Snif »), dont ni le visage ni le nom complet ni l'origine ou l'expérience ne sont connus. « Snif » ne signe même pas la carte d'agent secret de Langelot, visée par le capitaine Montferrand. Dans Langelot et les Exterminateurs  Snif, le chef du SNIF, est doté du grade de colonel, alors qu'il est signalé le plus souvent comme général. Dans Langelot kidnappé, trois romans après celui-ci, il est général deux étoiles.
Le Service est organisé en trois Sections opérationnelles : Renseignement, Action, Protection, appuyés par des services généraux : un service d'Intendance, dont le chef est surnommé « capitaine Naphtaline », une section Financière (comptabilité/finances/trésorerie), une section Technique (armurerie, transmissions, matériel) et une pour la Documentation, notamment. « Snif » est donc principalement secondé par le discret capitaine Aristide (Renseignement), qui apparaît au vingt-neuvième roman, par le tonitruant commandant Rossini (Action), ainsi que par le capitaine Montferrand (Protection).
Le SNIF emploie environ « un millier » d'agents.
L'adjoint du capitaine Montferrand, pour la Section « Protection », est le capitaine Blandine.
L'adjoint du commandant Rossini, pour la Section « Action », est le sous-lieutenant Flamant. La devise de la Section « Action » est : « Droit au but et pas d'histoires ».
Le siège du SNIF est situé à Paris, dans le XVIe arrondissement, dans le quartier de Passy ; l'hôtel particulier, bien protégé et bien gardé, indique « Société Nationale Immobilière et Foncière ». Dans Paris, certains cafés comportent, derrière leurs toilettes, des pièces aux accès secrets dans lesquelles se trouvent des permanences du SNIF. Le SNIF possède des antennes à l'étranger, notamment aux États-Unis.
Peu de traditions sont rattachées au SNIF, à l'exception de sa devise souvent mentionnée : « Solitaires mais solidaires », qui rappelle à la fois l'impératif de l'isolement, voire du cloisonnement, de l'agent secret et l'impératif de solidarité dans les moments décisifs.
Cette devise pourrait rappeler la pensée d'Albert Camus, sans référence explicite par Volkoff à celle-ci. En 2008, un critique de cinéma utilise la même expression pour caractériser les héros du film L'Armée des ombres, dédié aux résistants de la deuxième guerre mondiale, sorti en 1969.
La marque du SNIF est un blason comportant un coq ; elle se retrouve sur la carte d'agent secret de Langelot.
Les agents du SNIF agissent toujours en tenue civile. Aucun épisode ne voit Langelot en uniforme[réf. nécessaire], pas davantage que ses chefs, y compris le jour de la remise des cartes d'agents secrets, en fin de formation.
Outre les services mentionnés, il comprend aussi : 
- l'école du SNIF, située à bord d'un navire, le Monsieur de Tourville. L'action du premier roman de la série se déroule à bord de ce navire [11].

Langelot utilise une interjection lorsqu'il est confronté à un problème et qu'il cherche une solution, c'est en quelque sorte son « cri de guerre » : Snif-Snif.